# 玉保 (栋鄂氏)
玉保，字閬峰。栋鄂氏，清朝大臣，铁保之弟。
玉保乾隆四十六年中进士，入翰林，有才名。乾隆帝亲试八旗翰詹，与兄铁保一起被擢升，时人把他们比作宋郊、宋祁，苏轼、苏辙。玉保官至兵部侍郎，用心兵家之言。川、楚白莲教起事，曾经表示要自效行间。嘉庆帝想要用他为巡抚，为和珅所阻，不久郁郁而卒，刚满四十岁。著《蘿月軒存稿》，翁方纲、福保为他作序。子瑞林，陝西興安府知府；瑞英。